# Кундуздинський сільський округ
Кундузди́нський сільський округ (каз. Құндызды ауылдық округі, рос. Кундуздинский сельский округ) — адміністративна одиниця у складі Осакаровського району Карагандинської області Казахстану. Адміністративний центр та єдиний населений пункт — село Шункиркол.
Населення — 422 особи (2021; 587 у 2009, 904 у 1999, 1115 у 1989).
Станом на 1989 рік села Богучар та Касимбай перебували у складі Маржанкольської сільської ради.

## Склад
До складу округу входять такі населені пункти:
| Населений пункт | Населення, осіб (1989) | Населення, осіб (1999) | Населення, осіб (2009) | Населення, осіб (2021) |
| --------------- | ---------------------- | ---------------------- | ---------------------- | ---------------------- |
| Касимбай, село  | 188                    | 128                    | -                      | -                      |
| Шункиркол, село | 927                    | 776                    | 587                    | 422                    |